# Staatliche Münze Berlin
Die Staatliche Münze Berlin (SMB) ist eine Prägestätte in der Bundesrepublik Deutschland, die vom Bundesfinanzministerium mit der Prägung des Euro beauftragt ist. Die SMB führt seit 1750 das Prägezeichen „A“.
Die SMB ist ein nach § 26 Landeshaushaltsordnung (LHO) erwerbswirtschaftlich geführter Teil der Berliner Hauptverwaltung. Sie ist eine nachgeordnete Einrichtung der Senatsverwaltung für Finanzen, der auch die Fachaufsicht obliegt.
Zu den hoheitlichen Aufgaben der SMB gehört die Prägung von Umlauf- und Sondermünzen für die Bundesrepublik Deutschland. Im gewerblichen Geschäftsbereich werden Medaillen und Token geprägt.

## Geschichte

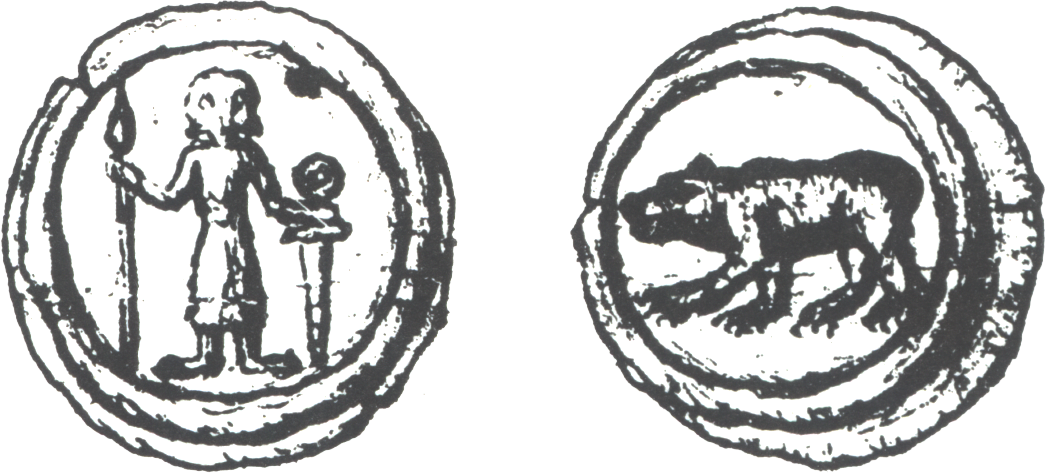
Silberpfennig aus der Berliner Münze von 1369

### Markgräfliche Münze
Vom 4. April 1280 datiert die älteste urkundliche Erwähnung der Münze Berlin. Münzen wurden zu dieser Zeit mit dem Hammer und Muskelkraft geprägt. Im Jahr 1356 erhob das Reichsgesetz der Goldenen Bulle die Markgrafschaft Brandenburg zum Kurfürstentum. Damit wurde die Markgräfliche Münze zur Kurfürstlichen Münze.

### Kurfürstliche Münze
Diese befand sich 1552 in der Poststraße 6 und ab 1565 in der Poststraße 5. Kurfürst Johann Georg wollte die Münze unter seiner Kontrolle haben und ließ nach Plänen des Baumeisters Peter Kummer und des Apothekers und Münzmeisters Michael Aschenbrenner ein Münz- und Apothekengebäude am Lustgarten errichten. 1586 zog die Münze dort ein. 1630 wurde sie an und in den Turm der Wasserkunst verlegt, der seitdem auch Münzturm genannt wurde. Mit der brandenburgischen Münzordnung und der Zinnaer Münzkonvention mit Sachsen, die Raban von Canstein maßgeblich mitgestaltete, wurde 1667 die Münzreform des Großen Kurfürsten abgeschlossen.

### Königliche Münze
Kurfürst Friedrich III. von Brandenburg ließ sich im Jahr 1701 als Friedrich I. zum König in Preußen krönen und beauftragte einen Neubau der Königlichen Münze. Diese befand sich ab 1704 in der Unterwasserstraße 2. Unter König Friedrich II. von Preußen wurde im Jahr 1750 durch Kauf des Nachbargebäudes Unterwasserstraße 3 die Münze erweitert, das Münzwesen neu geordnet und die Berliner Münze erhielt mit dem Buchstaben „A“ ihr noch heute gültiges Münzzeichen. Es ist eines der ältesten Markenzeichen überhaupt. Die bisher üblichen Münzmeisterzeichen der Münzstätte Berlin wurden endgültig abgeschafft.

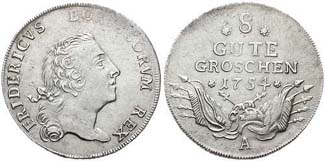
8 Gute Groschen Friedrichs II. von 1754, Mzz. A, Münzstätte Berlin

1752 ließ Friedrich II. an der Contrescarpe von seinem Generalmünzdirektor Johann Philipp Graumann die „Neue Münze“ errichten, nach der 1770 die Straße Münzstraße genannt wurde (ab 1799 Münzstraße 10–11). Das Gebäude diente bis 1841 als Nebenstelle der Hauptmünze in der Unterwasserstraße.
Als Erweiterung der königlichen Münze wurde von 1798 bis 1800 ein von Heinrich Gentz entworfener Neubau am Werderschen Markt an Stelle des abgebrannten Friedrichswerderschen Rathauses erbaut, später als Alte Münze bezeichnet. Sie trug den von Friedrich Gilly entworfen und von Johann Gottfried Schadow ausgeführten umlaufenden Figurenfries. Hier ließen auch andere deutsche Staaten – siehe Waldeck und Pyrmont, Doppeltaler „Dicke Emma“ – prägen.
Im Jahr 1820 hielten unter Generalmünzdirektor Christian Friedrich Goedeking modernste Fertigungsmethoden Einzug: Maschinen mit der 1817 entwickelten Prägetechnik der Uhlhornschen Kniehebelpresse arbeiteten in der Münze.
1830 wurde als Erweiterung das Gebäude Unterwasserstraße 4 hinzuerworben und umgebaut. Heinrich Bürde errichtete 1840/41 mehrere Gebäude im Hofbereich. 1860 wurden auch die Häuser Unterwasserstraße 5 und Holzgartenstraße 1–3 erworben und es erfolgten umfangreiche Erweiterungs- und Umbauten durch Bürde. Das Gebäude am Werderschen Markt wurde 1885 abgebrochen, nachdem die Münze innerhalb desselben Straßenblocks weiter spreewärts in den noch auf Plänen von August Stüler beruhenden, 1868–1871 von Wilhelm Neumann errichteten Erweiterungsbau (Unterwasserstraße 2–4) gezogen war. Dieser musste 1934 seinerseits dem Neubau der Reichsbank weichen.

### Preußische Staatsmünze
Im Jahr 1871 bekam die Münze den neuen Namen Preußische Staatsmünze. 55 % aller Münzen des Reichs wurden hier geprägt. Auch das Ausland ließ in Berlin prägen. Vier Jahre später, 1875, haben die Prägemaschinen eine Leistung von jeweils 60 bis 70 Münzen pro Minute. Täglich entstanden so auf 18 Maschinen etwa 750.000 Münzen in Berlin.

### Deutsche Reichsmünze
Im Jahr 1935 war Baubeginn der Deutschen Reichsmünze nach Entwurf der Architekten Fritz Keibel und Arthur Reck. Ziel war die Zusammenlegung der noch sechs deutschen Ländermünzen zur Reichsmünze auf dem Gelände der Stadtvogtei und des Krögels an der Spree, unter Einbeziehung des barocken Palais Schwerin, Molkenmarkt 1–3. Durch den Zweiten Weltkrieg wurde die Reichsmünze nicht fertiggestellt. 

### Vom VEB Münze Berlin zur Staatlichen Münze Berlin
Im Jahr 1947 wurde die Münzproduktion in dem Gebäude der ehemaligen Reichsmünze wiederaufgenommen. Aus der Preußischen Staatsmünze wurde der VEB Münze Berlin. Bereits im Dezember 1947 wurde aus alten, aber überarbeiteten Mustern dringend benötigtes Kleingeld aus Zink geprägt.

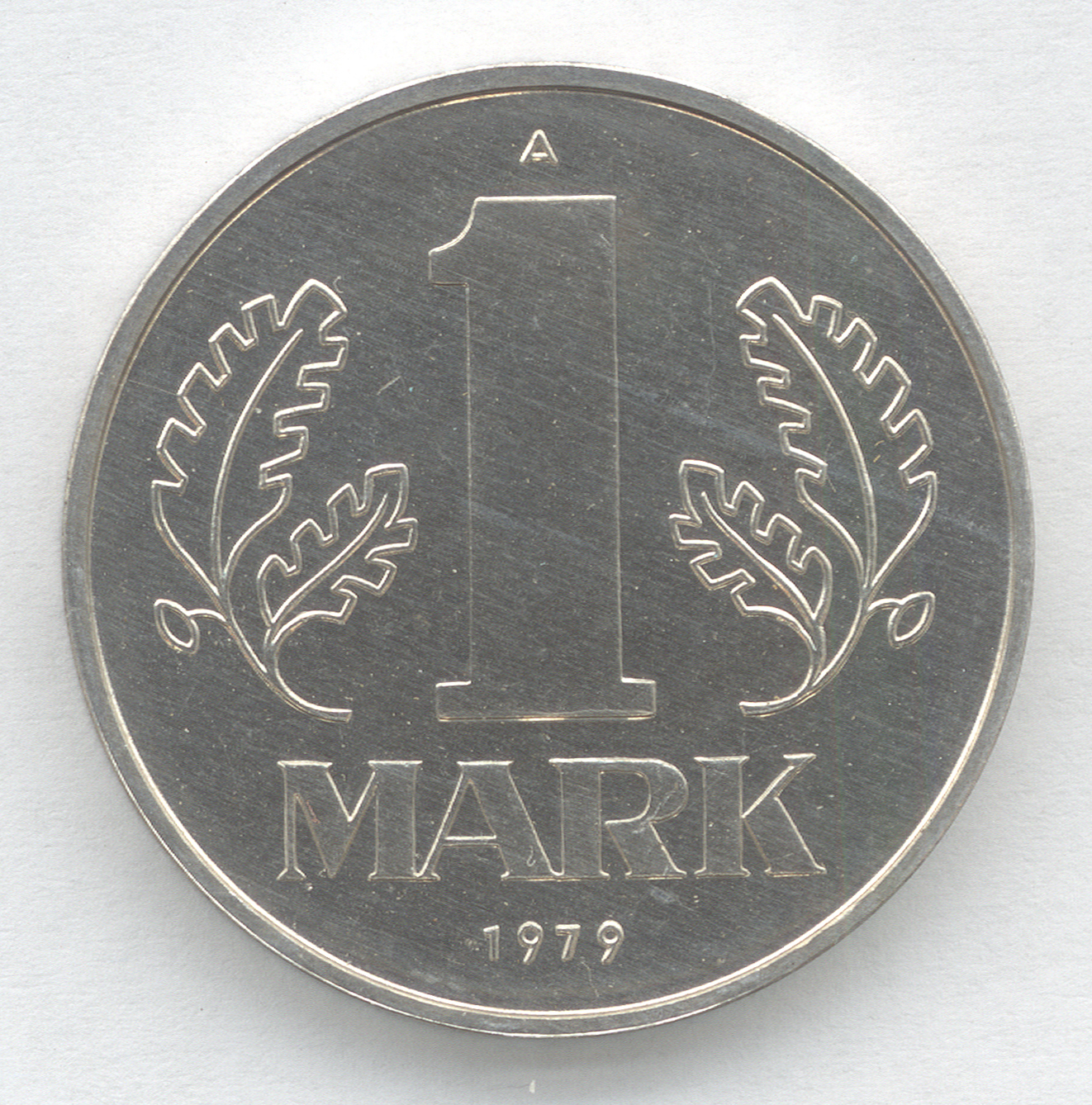
1-Mark-Stück (1979) mit Münzzeichen A

Nach Kriegsende lag die Münze im Sowjetischen Sektor von Berlin (Ost-Berlin). Nach der Währungsreform 1948 wurden neue Münzen aus Aluminium gefertigt.
Ab 1952 wurden die neuen Münzen der DDR herausgegeben. Mit der Schließung der Münzstätte Muldenhütten 1953 war Berlin die einzige Münzstätte der DDR. Nachdem 1964 die Währungsbezeichnung von Deutsche Mark in Mark geändert wurde, wurden auch die Münzen neu gestaltet.
Anlässlich der vor 700 Jahren begonnenen Münzprägung in Berlin erschien 1981 eine Gedenkmünze mit der Abbildung der Rückseite eines aufgrund der Münzrechtsverleihung von 1369 geprägten „Ewigen Pfennigs“ der Stadt Berlin.
Im Jahr 1990 wurden die letzten Münzen der DDR geprägt. Aufgrund Währungs-, Wirtschafts- und Sozialunion der DDR und der Bundesrepublik erhielt der VEB Münze der DDR im Mai 1990 vom Bundesfinanzministerium den Auftrag zur Ausprägung von DM-Münzen. Am 16. Juni 1990 startete man mit der Prägung von 1-DM-Münzen. Aus dem VEB Münze der DDR wurde die Staatliche Münze Berlin. Ihr Anteil an der Gesamtmenge der zu prägenden Bundesmünzen beträgt 20 %.
Im Jahr 2005 wurde der Standort der Staatlichen Münze Berlin von Berlin-Mitte in den Ortsteil Reinickendorf verlagert.

## Produktion
| - Umlaufmünzen - 2014: 186,8 Mio. Stück - 2015: 239,6 Mio. Stück - 2016: 325,8 Mio. Stück - 2017: 248,8 Mio. Stück - 2018: 297,4 Mio. Stück - 2019: 277,7 Mio. Stück | - Medaillen - 2014: 1,24 Mio. Stück - 2015: 1,14 Mio. Stück - 2016: 0922.000 Stück - 2017: 0566.000 Stück - 2018: 0728.900 Stück - 2019: 0645.900 Stück | - Umsatzerlöse - 2014: 14,73 Mio. € - 2015: 17,35 Mio. € - 2016: 16,54 Mio. € - 2017: 14,01 Mio. € - 2018: 16,01 Mio. € - 2019: 14,11 Mio. € | - Jahresergebnis - 2014: 0507.300 € - 2015: 2,63 Mio. € - 2016: 2,11 Mio. € - 2017: 1,52 Mio. € - 2018: 0940.000 € - 2019: 1,16 Mio. € |